# 鹿児島県道299号永吉吉利線
鹿児島県道299号永吉吉利線（かごしまけんどう299ごう ながよしよしとしせん）は、かつて鹿児島県日置市に存在していた一般県道。

## 概要
日置市吹上町永吉（旧・永吉村）から同市日吉町吉利（旧・吉利村）を結んでいた。
2007年（平成19年）3月30日付の鹿児島県告示第603号により、2007年（平成19年）3月31日に県道路線としては廃止された。

### 路線データ
- 起点：鹿児島県日置市吹上町永吉（鹿児島県道35号永吉入佐鹿児島線交点）
- 終点：鹿児島県日置市日吉町吉利（国道270号交点）
- 総延長：1.5 km

## 歴史
- 1959年（昭和34年）11月1日 - 鹿児島県告示第772号により路線認定される[1]
- 2007年（平成19年）3月31日 - 鹿児島県告示第603号により路線が廃止される[2]。

## 地理

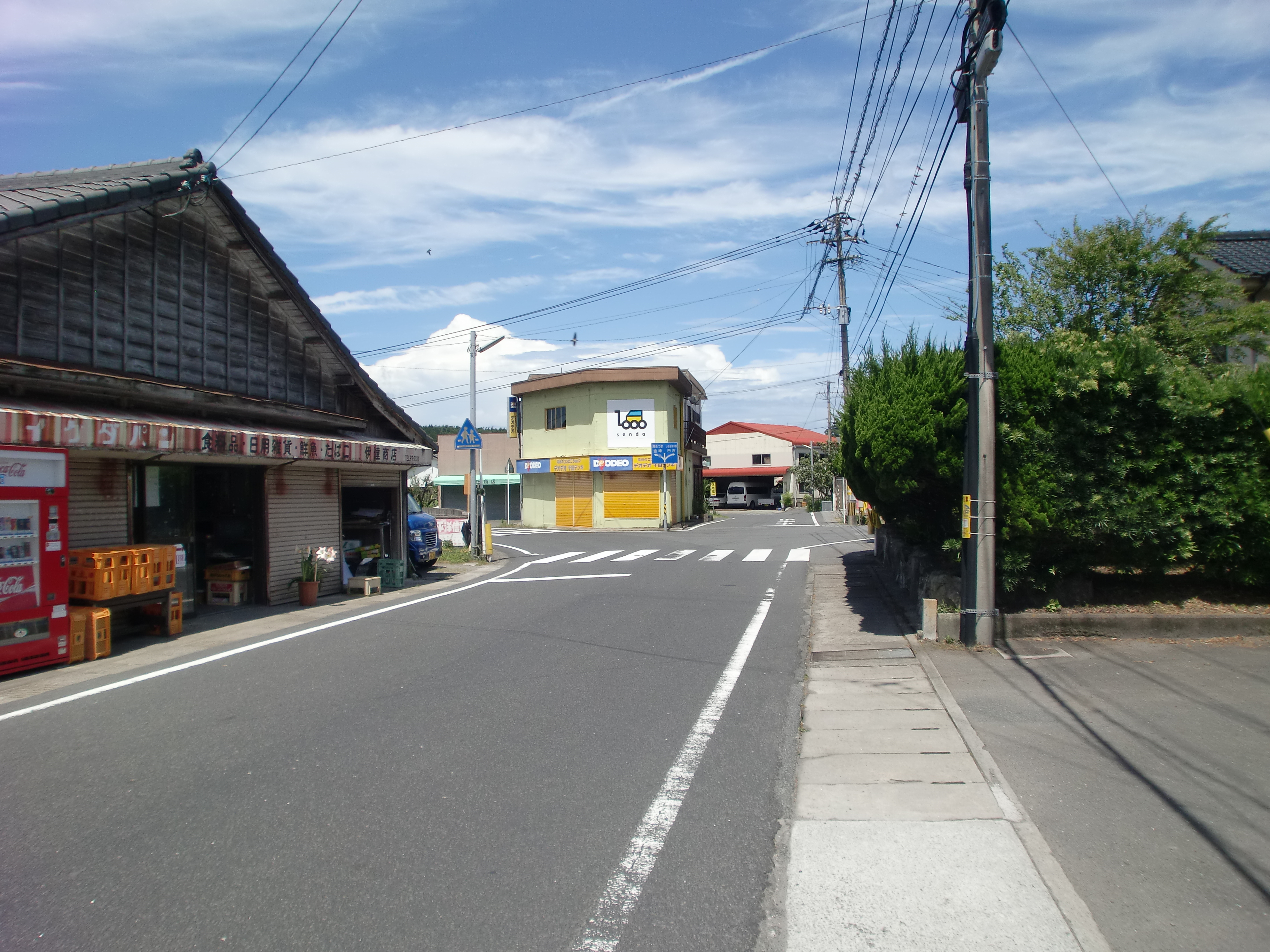
交差点の右方向が県道299号の起点
廃止後の2013年撮影、永吉郵便局前

### 通過していた自治体
- 日置市

### 交差していた道路
| 交差していた道路               | 交差していた場所 | 交差していた場所 |
| ------------------------------ | ---------------- | ---------------- |
| 鹿児島県道35号永吉入佐鹿児島線 | 吹上町永吉       | 起点             |
| 国道270号                      | 日吉町吉利       | 終点             |

### 沿線
- 日置市立永吉小学校